# Marin Gherasim
Marin Gherasim (n. 16 decembrie 1937, Rădăuți, Bucovina – 27 martie 2017, București) a fost un pictor român, profesor universitar, personalitate marcantă a artei românești. Membru Fondator al Grupării 9+1.

## Familia Gherasim
Familia pictorului Marin Gherasim ocupă un loc aparte în istoria culturală și religioasă a Bucovinei. „În ultimele două secole familia Gherasim, prin descendenții săi, cu vechi origini țărănești, a dat comunității dascăli, preoți ortodocși, cărturari, istoria ei fiind strâns legată de cea a Bucovinei, dar mai cu seamă, ca întreaga istorie a orașului Rădăuți și a împrejurimilor, de cea a Bisericii lui Bogdan I și de cea a Liceului „Eudoxiu Hurmuzachi”.
În ordinea rudeniei directe, atât biologice, cât și spirituale a pictorului, se cuvine să-l amintim mai întâi pe tatăl acestuia, Oreste Gherasim, preotul bisericii „Sfântul Nicolae-Bogdana” din Rădăuți, eseist și istoric de artă, originar din Marginea8. Devotat vocației preoțești și culturii, acesta a scris în revistele vremii atât despre viața și istoria bisericii, arhitectură și pictură, cât și despre personalități ale culturii române din Bucovina, precum Iraclie Porumbescu, Dimitrie Onciul, Eusebie Mandicevschi sau Dimitrie Dan.
Dintre cei 11 copii ai cantorului bisericesc Gheorghe Gherasim și ai Domnicăi Pomohaci-Gherasim, bunicii dinspre tată ai pictorului, personalități remarcabile au mai fost juristul Dimitrie Gherasim, doctor în Drept Internațional la Haga, asistent universitar la Iași, și filosoful, poetul și eminescologul Vasile Gherasim, doctor în Filosofie al Universității din Cernăuți cu lucrarea „Principiile eticii lui Friedrich Jodl”. Acesta din urmă, pe care pictorul l-a cunoscut din povești și din lectura studiilor lui și a unor cărți moștenite de la el, a fost un veritabil model cultural pentru întreaga familie. Printre alte merite în domeniul culturii ale profesorului Vasile Gherasim, trebuie să amintim prețiosul studiu „Fundamentele filosofiei române”, apărut în 1928 în prestigioasa revistă berlineză „Archiv für systematische Philosophie und Soziologie”, și faptul că el a fost cel care a stabilit irevocabil originea românească a poetului Mihai Eminescu, familia acestuia fiind originară din Călineștii lui Cuparencu, sat de țărani români. Rodul exemplar al acestor cercetări, bazate pe ample mărturii din partea urmașilor poetului, a bătrânilor satului și a înscrisurilor bisericești, publicate sub forma „Tabloului genealogic al Familie Eminovici”, începând cu prima jumătate a secolului al XVIII-lea, a devenit pentru viitorii eminescologi un adevăr incontestabil. În calitate de președinte al „Ligii culturale” din Cernăuți, Vasile Gherasim a avut un rol determinant în realizarea monumentului închinat lui Eminescu din Parcul Arboroasa, făcând nenumărate eforturi, prin colecte de bani și cereri la Ministerul Artelor.

## Autobiografie
- Mă trag dintr-o familie bucovineană cu rădăcini țărănești. Încă de mici copii, părinții ne duceau într-un fel de drumuri inițiatice pe la toate mănăstirile din Bucovina. Încât eu chiar am deschis ochii pe acele minuni extraordinare! Și când ești copil și vezi Scara îngerilor de la Sucevița sau Judecata de Apoi de la Voroneț, nu se poate să nu fi marcat! Dar pentru pictură ca profesie, am optat târziu. Terminasem liceul și voiam să merg spre geologie, eram fascinat de tot ce stă ascuns - minerale, pietre prețioase și tainice pe care le înghite pământul. Dar am ales pictura. Și asta o datorez mănăstirilor Bucovinei, imaginilor întipărite în copilărie, ale acelor sfinte bijuterii.

- În anii când la noi se distrugeau biserici, pana în 1989, eu le construiam în chip simbolic în picturile mele. Tema construcției și a deconstrucției, a reconstrucției, a devenit cu timpul tema centrală a picturii mele. În multe din imaginile mele recente coexistă emblema, efigia, arheul constructiv al Absidei și agresiunea asupra ei. Geometria și energia gestului alert, legea și accidentul, aspirația spre permanent, spre durabil și lucrarea timpului cu urmele ce le lasă în toate, raționalitatea și calmul edificării (lumea este bine zidită!), dar și entropia universală (ca și violențele istoriei), sunt temele mele de meditație de multă vreme. Pictura este un gest de mărturisire."

Marin Gherasim

## Muzica în viața și arta lui Marin Gherasim
Muzica clasică este prezentă în familia pictorului încă din copilărie, lucru amintit și în Monografia semnată de Alexandru Davidian, din care aflăm că „se citea, se asculta muzică la radio ori eram invitați să participăm la seratele muzicale ale diverselor familii înstărite din Rădăuți, în special de origine poloneză sau austriacă, care aveau pian sau invitau pasionați de muzică care știau să cânte la vioară sau alt instrument”. Studiul la pian și la vioară îi formează copilului și adolescentului o mare sensibilitate pentru muzică și, mai ales, dorința de a frecventa sălile de concert. „Pasiunea sa pentru muzică va rămâne stăruitoare. La Iași, unde a urmat un an, audient, ore la Liceul de artă, după terminarea liceului teoretic în orașul de baștină, el mergea săptămânal la Concertele Filarmonicii”. Liceu în care, în cursul anului de pictură și desen sub îndrumarea profesorilor Nicolae Popa și Mihai Cămăruț, este atras de pictorii interbelici ai Capitalei moldovene, în special Nicolae Tonitza și Ștefan Dimitrescu, în lucrările cărora predomina un simț înnăscut al culorii.
În perioada studenției are ocazia rară, prin intermediul primei ediții a Festivalului Internațional „George Enescu”, să asculte și să vadă cântând și dirijând nume importante ale muzicii. Printre ele se numărau soliști ca: Yehudi Menuhin, David Oistrah, Halina Czerny-Stefanka, Nadia Boulanger, Monique Haas, Iacov Zak sau Claudio Arrau și dirijori ca: Sir John Barbirolli, Carlo Felice Cillario sau Carlo Zecchi.

## Crezul lui Marin Gherasim
Pictez ca să nu se uite. Una din temele mele permanente este cea a memoriei, a rememorării. Știm că din istorie rămâne foarte puțin. Există o entropie în istoria lumii, a omului, o pierdere de lucruri importante. Iar tema mea, "Memoria absidei", tocmai despre asta vorbește. Am mai spus-o: în anii în care la noi bisericile erau dărâmate, eu le reconstruiam în chip simbolic în picturile mele. Am început să pictez abside prin 1973-1974. Și de atunci le îmbunătățesc și le schimb întruna. Ele sunt firul roșu al picturii mele. În jurul lor se înlănțuie toate celelalte teme ale mele. Între ele, poate cea mai dragă, îmi este tema Pomelnicului. Tatăl meu, fiind preot, aducea întotdeauna acasă acele bilețele pe care le primea în ușa altarului, spre pomenire. Și tata niciodată nu le-a distrus. Le păstra ca pe niște lucruri sacre, încredințate lui. Eu, copil fiind, le vedeam. Și erau nume vechi acolo, de oameni ce nu mai erau. De atunci, eu am sentimentul cert, că în clipa în care scriu numele unei persoane care a existat, o înviu. Dar mai pictez și niște semne de apărare, cum ar fi Scutul și Coiful. Sunt aproape magice. De fiecare dată, în expozițiile mele, le pun lângă tablouri. Absida la mijloc, în stânga Tronul și în dreapta un Scut. Permanent mi-am apărat picturile cu câte un semn.

## Studii universitare și începutul expozițional
Tânărul Marin Gherasim studiază între 1956-1962, la Institutul de Arte Plastice „Nicolae  Grigorescu“ din  București la Clasa Prof. Octavian Angheluță.La studiile teoretice are șansa de a audia cursurile unor străluciți profesori:George Oprescu (șeful catedrei de istoria artelor), Ion Frunzetti,Eugen Schileru, Ionel Jianu la istoria artelor, dar și pe cele ale lui Horea Teodoru (perspectivă), Gheorghe Ghițescu (anatomie, antropologie artistică).Pe lângă profesorii din cadrul Institutului „Nicolae Grigorescu”, alți patru oameni au marcat, în ordine cronologică, desăvârșirea culturală și plastică a studentului din acea vreme. Aceștia sunt Petru Comarnescu,Catul Bogdan, Ion Țuculescu,Paul Gherasim.
Debutează expozițional în anul 1962, în cadrul Expoziției Orașului București, desfășurată în Sala Dalles, președintele juriului fiind pictorul Lucian Grigorescu.Datorită activității plastice susținute, în 1966 devine Membru al Uniunii Artiștilor Plastici, Secția Pictură. În această primă perioadă, pictorul prezintă în expoziții lucrări de factură suprarealistă ori expresionistă, având drept scop „valorificarea mișcărilor lăuntrice, a neliniștii sufletești, a veșnicei căutări a ieșirii din constrângerile existențiale în modul cel mai sincer”.Dintre acestea, amintim pânzele „Icar”, „Uvedenrode”,„Metamorfoze”, „Ochii orașului”, „Martiriul lui Horea”, „Neliniște în cosmos”, „Teama”, „Captivi I”, „Ceremonie populară”, „Captivi II” sau „Porți spre necunoscut”.

## Maturitatea
Dezastrele anului 1977, marcate prin începutul demolărilor de biserici, distrugerea unor sate și a monumentelor de arhitectură țărănească, în lungul proces de urbanizare și ideologizare practicată de regimul comunist, s-au sedimentat în conștiința lui Marin Gherasim, generând seriile din expoziția dedicată spiritualității românești. Elogiind jertfa, prin aceste serii ale „Lacrei”, „Absidei”, „Tronului”, „Pragului”, „Treptelor”, „Porții” și, nu în ultimul rând, a „Synthronon”-ului (metaforă ce făcea legătură între sfatul celor bătrâni și Cina cea de taină, în care cei 12 apostoli stau la masă cu Iisus Hristos), pune bazele unei atitudini pictură-protest a unei generații pe care Răzvan Theodorescu o numește «clasică».„O generație creatoare (…) a unui nou specific românesc în pictură”.. În acest sens expoziția deschisă în 1977 la Galeria Simeza, este un eveniment deosebit. Importanța expoziției și revelația produsă, atât ca formă, cât și ca fond, în acei ani este dată și de varietatea consemnărilor în presă a diferitelor personalități din domeniul culturii, fiecare dintre ele găsind numeroase argumente pentru a o considera drept o reușită.                  
Scriu despre expoziție nume grele ale culturii române autentice, precum Ioan Alexandru, Nicolae Steinhardt, Radu Petrescu,Răzvan Theodorescu,Coriolan Babeți sau Titus Mocanu. 
Căutarea și exprimarea explicită a crucii ca ax central al lumii și al compoziției, începută încă din 1973-1974, când a pictat „Poarta de aur”, dar și „Marele semn I” și „Marele Semn II”, este continuată. Prezent în metafora arhetipală a intersecției, legând orizontalul cu verticalul într-un plan coerent de arhitectură a imaginii, sau incizat, simbolul crucii devine evident în lucrări din seria „Marele amfiteatru”, „Cetate” sau „Scut regăsit”, în care se observă o a doua etapă a asumării mesajului creștin ortodox.
În același scop al delimitării clare de arta ideologizată a vremii, în 1981 fondează Gruparea 9+1 împreună cu : Horia Bernea, Florin Ciubotaru, Sorin Dumitrescu, Horea Mihai, Vasile Gorduz, Napoleon Tiron, Bata Marianov, Doru Covrig și Andrei Pleșu.

## Artă monumentală
Despre lucrarea „Timp”, realizată din beton, singura de acest fel din cariera lui Marin Gherasim, aflăm din Monografia semnată de Alexandru Davidian: „O altă colaborare interdisciplinară reușită, în care au fost angrenați artiști din generații diferite este legată de vastul proiect artistic din Costinești, la care participă, sub îndrumarea arhitectului Ion Mircea Enescu și a inginerului Șerban Ionescu, nume ca Vlad Florescu, Pavel Codiță, Lia Szasz, Ioana Kassargian, Silvia Radu, George Apostu, Marin Gherasim, Florin Mitroi sau Ion Condiescu”.

## Expoziții personale
- 1969 Ateneul Român, București
- 1970 Sala Apollo, (Ciclul proteic), București
- 1973 Galeria Apollo,  (Ciclul urban),București
- 1974 Galeria Nouă, Arta și orașul
- 1977 Galeria Simeza, București
- 1978 Galeria  Bastion, Timișoara
- 1978 Cluj (Muzeul de Artă),
- 1980 Galeriile U.A.P. Bacău
- 1986 Sala Dalles, București
- 1994 Galeria Catacomba, București
- 1993 Viena Centrul Cultural Român
- 1998 Retrospectivă, Muzeul Național de Artă, București
- 2004 Galeriile U.A.P.Bistrița
- 2005 Cluj (Muzeul de Artă),Retrospectivă
- 2005 Galeria Triade Timișoara
- 2006 Veroniky art, București
- 2007 Palatul Cotroceni (Vechea Cuhnie),București
- 2009 Centrul Muzeal „George Apostu”, Bacău[17]
- 2013 Retrospectivă, Galeria  Institutului Cultural Român, Londra;
- 2014 Geometria magmei, Galeria H'art București[18]
- 2015 Grădini, Chipuri, Zidiri, (împreună cu Alina Gherasim), Galeria Institutului Cultural Român, Lisabona;
- 2016 ”Memorie – Continuitate”, (împreună cu Alina Gherasim), RIVAA, Gallery ”, New York,

## Expoziții de grup - selecție
- 1967 Simpozionul Internațional Constantin Brâncuși, Sala Kalinderu, București
- 1967 Expoziția Retrospectivă de Artă Românească de la Praga
- 1970 Arta Românească Contemporană, Stuttgart; Torino
- 1971 Festivalul de Artă Cagnes-Sur-Mer, Franța
- 1973 Permanențe ale Artei Românesti, Muzeul Satului, București
- 1973 Expresionismul ca atitudine, Atelier 35
- 1974 Artă și Energie, Galeria Nouă, București
- 1977 Expoziția Studiu, Galeria Bastion, Timișoara
- 1980 Scrierea, Institutul de Arhitectură, București
- 1981 Prima  Expoziție 9+1 și invitați, Galeria Simeza, București
- 1982 A doua Expoziție 9+1 și invitați, Muzeul Țăranului Român, București
- 1982 Geometrie și Sensibilitate, Sibiu; Haga, Galeria Puchri
- 1983 Locul, Fapta și Metafora, Muzeul Satului, București
- 1984 Vatra, Muzeul Satului, București
- 1984 Arta Românească Contemporană,Muzeul de Artă din Atena
- 1986 Arta Românească Contemporană, Galeria Mall,Londra
- 1989 Expoziție de Artă dedicată lui Mihai Eminescu, Galeria Simeza
- 1990 Expoziție Filocalia Sălile Teatrului Național, București
- 1990 A treia Expoziție 9+1 și invitații săi, Sălile Dalles, București
- 1993 Bizanț după Bizanț, Centrul Cultural Român Veneția
- 1994 Expoziție de Artă Românească Contemporană, Muzeul Național de Artă,București
- 1997 Arta Concretă Muzeul Național de Artă,București ; Arta și Sacrul, Parlamentul României
- 1999 Sacrul în Artă, Palatul Parlamentului, București
- 2002 Arta din Est,Muzeul de Artă Modernă, Tesalonic
- 2002 Expoziție de grup Marin Gherasim- Florin Mitroi- Darie Dup, Palatul Brâncovenesc, Mogoșoaia
- 2003 Centrul Cultural Româno-Japonez, Tokyo
- 2005 „Depozit”, Expoziție organizată de Muzeul Național de Artă Contemporană, București
- 2006 Participă la Salonul de Artă, Grand Palais, Paris, unde primește Medalia de Argint pentru pictură a Salonului
- 2006 „Paralele Spirituale” Sălișteanu/Gherasim, Muzeul de Artă, Galați[19]
- 2006 „Secvențe”-partea a3a, Galeria Veroniki Art, București[20]
- 2006 „Teșcani 30 de ani”, Galeria Veroniki Art, București [21]
- 2010 „Secretul Maeștrilor”, Galeria Veroniki Art, București [22]
- 2016 “The Extension.ro”, Triumph Gallery, Moscow, curatori Yana Smurova, Dan Popescu

## Eseist și publicist
În cartea sa „A patra dimensiune”, în care îi sunt adunate câteva articole, eseuri și note de jurnal, Marin Gherasim aduce în prim-plan motivele acestei activități de peste trei decenii din presa culturală românească: „Ceea ce trebuie să precizez însă este că nu am făcut-o niciodată din postura de critic (nu am avut niciodată astfel de veleități), ci doar ca mărturii, reflecții despre artă ale unui pictor, ale celui ce se confruntă zilnic cu nebănuitele dificultăți, dar și cu iluminările ce ți le procură în momente privilegiate pictura”.
Între 1964 și 2017 Marin Gherasim a scris și publicat câteva zeci de studii despre artă, cronici de expoziție, portrete de artiști, pagini de jurnal. Printre artiștii despre care a scris se numără Dumitru Ghiață, Paul Neagu, Florin Mitroi, Ion Grigorescu, Gheorghe Anghel, Alexandru Țipoia, Eugen Tăutu, Ion Bițan, Anca Mureșan, Alexandru Chira, Vasile Tolan.

## Activitatea didactică și de cercetare
Între 1963 și 1983 Marin Gherasim și-a desfășurat activitatea pedagogică între Institutul Pedagogic de 3 ani și Institutul de Arte Plastice „Nicolae Grigorescu” din București. 
Marin Gherasim și-a început activitatea universitară la un an după terminarea Institutului de Arte Plastice „Nicolae Grigorescu”. În 1963, ocupă prin concurs postul de asistent în cadrul Institutului Pedagogic de 3 ani din București, unde îi are colegi pe Ilie Pavel, Ion Sălișteanu și Traian Brădean. Se va apropia cel mai mult de Ilie Pavel, prietenia ținând până la sfârșitul vieții acestuia. Aici îi întâlnește pe mulți dintre artiștii importanți ai generației sale care n-au fost admiși la „Nicolae Grigorescu” din diferite motive, de cele mai multe ori din cauza originii „nesănătoase”. Ca asistent, desfășoară activități pedagogice susținute pentru a-i cunoaște și ajuta pe studenții lui. Leagă prietenii și colaborări durabile cu ei, considerându-i parteneri de dialog, prieteni și congeneri animați de aceeași pasiune pentru artă, nicidecum elevi. Se împrietenește cu Horia Bernea, căruia îi organizează prima expoziție personală, pe holurile Facultății de Arhitectură „Ion Mincu” din București, cu peisaje din perioada Poiana Mărului. Prietenia cu Horia Bernea și familia sa, în special cu tatăl acestuia, Ernest Bernea, se va adânci din 1969, când cei doi artiști vor expune împreună la Ateneu. Tot din această perioadă datează întâlnirile și viitoarele prietenii cu artiști precum Teodor Moraru, Șerban Gabrea, Adina Caloenescu, Toma Roată și Ștefan Iacobescu .
Între 1983 și 1991 este numit prin concurs Cercetător la Institutul de Istoria Artelor al Academiei Române din București. În următorii ani, pictorul Marin Gherasim lucrează ca cercetător, ocupându-se de arta contemporană și de relația acesteia cu tradiția interbelică românească și europeană, într-un colectiv de mare prestanță culturală în care se mai aflau Gabriel Liiceanu, Ioana Vlasiu, Mihai Ispir, Gheorghe Vida, Gheorghe Firca, Corneliu Dan Georgescu sau Andrei Pleșu. În acest cadru propice cercetării, având acces și la anumite albume de artă și cărți de specialitate adăpostite de biblioteca institutului, dar și ca rezultat al întâlnirilor de atelier și expozițiilor, pictorul elaborează studiile „Câteva direcții în pictura românească contemporană” și „Privire, vizualitate, viziune – delimitări și interferențe”, pe care le va publica în revista „Arta” în 1984 și 1985. La care se adaugă comunicările științifice „De ce Evul Mediu”, în 1985, și „Sincronism și/sau autenticitate”, în 1988.
Imediat după evenimentele sângeroase din 1989, mai exact în 1 octombrie 1991, ocupă prin concurs postul de profesor la Academia de Arte din București. În această calitate se numără printre pictorii și sculptorii români care se ocupă de reorganizarea învățământului artistic bucureștean.

## Premii[28]
- Premiul pentru pictură acordat de Uniunea Artiștilor Plastici (1977),
- Premiul Caravagio - Roma (1981),
- Premiul Ion Andreescu al Academiei Române (1986),
- Premiul revistei „Arta”, acordat pentru expoziția retrospectivă de la Sălile Dalles (1986)
- Marele Premiu la Trienala de la Sofia (1988),
- Marele Premiu acordat de Ministerul Culturii din Chișinău la Saloanele Moldovei - Bacău (1993),
- Marele Premiu al Salonului de Pictură și Sculptură al orașului București (1995),
- Premiul pentru Pictură la Slonul Municipal, București (2001),
- Marele Premiu al Uniunii Artiștilor Plastici din România acordat pentru întreaga activitate (2002),
- Premiul Ministerului Culturii din Republica Moldova, la Saloanele Moldovei (2005)
- Medalia de Argint pentru pictură la Salonul de la Grand Palais - Paris (2006)
- Marele Premiu al Bienalei Internaționale de la Arad (2007);
- Diploma de Excelență George Apostu, Bacău (2008)
- Premiul U.A.P. al Republicii Moldova pentru pictură (2010)

### Decorații
- Ordinul național „Steaua României” în grad de Ofițer (1 decembrie 2000) „pentru realizări artistice remarcabile și pentru promovarea culturii, de Ziua Națională a României”[29]
- Ordinul Național Steaua României în grad de comandor(2008);

## Lucrări în muzee și colecții[30]
- Muzeul Național de Artă, București
- Muzeul Național de Artă Contemporană, București
- Muzeul de Artă  „Anastase Simu”,București
- Muzeul de Arte Vizuale, Galați
- Muzeul de Artă din Cluj-Napoca
- Muzeul de Artă din Timișoara,(Muzeul Banatului)
- Muzeul de Artă din Ploiești,
- Muzeul de Artă din Bacău,
- Muzeul de Artă din Bârlad,
- Muzeul de Artă din Suceava,
- Muzeul de Artă din Craiova,
- Muzeul de Artă Comparată din Sângeorz-Băi[31]
- Costești, Vâlcea - România (The Collection of Art Gheorghe Anghel);
- Muzeul de Artă din Chișinău
- Muzeul de Artă Modernă Czeczin, Polonia
- Muzeul de Artă din Râmnicu Vâlcea
- Muzeul de Artă din Vatra Dornei
- Muzeul de Artă Modernă din Sofia, Bulgaria
- Colecțiile de Artă ale Vaticanului
- Colecția de Artă Gaudens de Salis, Elveția
- Colecțiile de Artă ale Ministerului Culturii
- Muzeul de Artă Recentă, București
- Numeroase lucrări ale pictorului se află în colecții particulare din țară și străinătate

## Lucrări de Marin Gherasim - (selecție)
- http://www.podiumart.com/Marin_Gherasim/01x.jpg Arhivat în 31 octombrie 2007, la Wayback Machine. - Absidă (2)
- http://www.podiumart.com/Marin_Gherasim/05x.jpg Arhivat în 31 octombrie 2007, la Wayback Machine. - Memoria Absidei (2)
- http://www.podiumart.com/Marin_Gherasim/04x.jpg Arhivat în 31 octombrie 2007, la Wayback Machine. - Scut

## Cărți publicate[32]
- 2003 cartea de eseuri și jurnal “A patra dimensiune”, Editura Paralela 45
- 2006 “A patra dimensiune”, a doua ediție revizuită Editura Paralela 45,
- Din 1962 publică eseuri și cronică plastică, participă la emisiuni de radio și televiziune.

## Opera
Beneficiar al unui limbaj gata constituit, ceea ce era în firea lucrurilor, dar și al unui limbaj care-și redobîndise dreptul la asumarea propriei sale existențe, un fapt care ținea, de această dată, de capriciile istoriei, Marin Gherasim se găsește, în deceniul șapte, la intersecția a două tendințe: una a gestului exploziv, a expresiei seduse de propria ei vitalitate și de conștiința proaspătă a libertății - a cărei consecință era un expresionism lirico-abstract - și una a rigorii în construcția imaginii, a definirii formale și a dubitațiilor morale, de regăsit într-un figurativism bizar și ușor halucinat. într-una din lucrările care aparțin acestei perioade, cele două tentații formale sînt chiar exprimate simultan: în registrul de sus al imaginii, în zona ei aeriană și celestă, dacă ar fi să recurgem la o topografie simbolică, limbajul este liber, exploziv, încărcat de energie și de un patetism ingenuu, în timp ce în registrul inferior, cel corespunzător lumii materiale și existenței terestre, culoarea se ordonează, liniile converg către un centru gravitațional și forma capătă o evidentă structură antropomorfă. Această oscilație va mai continua o vreme, dar conținutul ei își va însuși o tot mai evidentă coloratură conceptual-simbolistă. Dacă ar fi să asociem aceste investigații ale lui Marin Gherasim unui alt moment din istoria artei noastre, asocierea nu s-ar putea face nici cu suprarealismul anilor 30-40 și nici cu experiențele moderniste, în general, ci, mai degrabă, cu gîndirea mitologizantă a lui Paciurea din perioada Himerelor. Gherasim încearcă acum să scruteze existența interogînd sursele, timpurile mitice cu alte cuvinte, și îi adaugă limbajului o ușoară componentă narativă, iar imaginii o importantă funcție moral-speculativă. însă această perioadă în care conceptualismul, expresionismul și un simbolism de o anumită factură coexistă, se succed și se intersectează, va fi depășită repede și se poate observa cu ușurință că nu gestul instinctiv și nici glosele pe marginea unor lumi imaginare îl interesau cu adevărat pe artist. Ele sînt doar forme de contact cu idealitatea, mici tentative de ieșire din real, inclusiv din "realul" imaginației, și de a intra în culturalul acreditat și, de aici, direct în sfera imponderabilă a spiritualului. Marin Gherasim părăsește, așadar, simbolismul pentru a recupera simbolicul, părăsește o lume convulsivă, patetică și în permanentă stare de combustie pentru a-și dobîndi echilibrul în proximitatea unor semne plastice deja investite moral și înlăuntrul unei tot mai pronunțate aspirații către sacru. începînd chiar cu ciclul Megalopolis, pictura sa se structurează sever, nucleele compoziționale devin imperative, liniile curbe se îndulcesc sau dispar cu totul în spațiul unei geometrii fără concesii. Topografia devine topos, orașul devine cetate, spațiile mari se preschimbă în incinte, în spații intermediare (arcade, porți, ferestre) sau în spații simbolice și rituale propriu-zise (abside, cărți, veșminte etc.). O componentă hieratică, de extracție oriental-bizantină, se exprimă tot mai vizibil în pictura lui Gherasim, fără, însă, a impinge reprezentarea în zona mimetismului sau în aceea a reanimării teziste. Cu toată vocația hieratic-abstractă pe care pictura sa pare a o dezvăluie tot mai mult în ultima vreme, Marin Gherasim rămîne în continuare un volupuos al culorii, un expresionist sui generis, dar nu unul dezlănțuit ca altădată, ci unul care a descoperit, după îndelungi exerciții, că strigătul sălbatic poate fi convertit în energie supravegheată, iar panica privirii se poate stinge în tihnă contemplativă.
Aventură a unei conștiințe artistice autentice și neliniștite, imagine amplă a unei cariere exemplare, opera lui Marin Gherasim este și mărturia unui timp și a unei opțiuni. Ea descrie convingător atît ruptura față de ideologizarea deceniului șase, cît și de pictura precaută, cuminte și neutră. în definitiv, atestă fuga unei întregi generații din paradigma retiniană și intrarea precipitată în accea a unui spiritualism larg, ale cărui dimensiuni vor trebui cîndva analizate mai amănunțit. Pavel Șușară

## Aprecieri
- Sorin Dumitrescu: Consecințele acțiunii artistice a lui Marin Gherasim, în pofida unei notorietăți consolidate de-a lungul nenumăratelor expoziții, articole de presă și exegeze, au rămas, credem, ținute sub obroc.

Este și motivul pentru care nimeni n-a băgat de seamă că, în timp ce se spulberau biserici cu nemiluita, în proximitatea noastră exista deja o sinaxă pictată a celor mai scumpe simboale ale Orientului Creștin.
- Nicolae Steinhardt: „Meritul lui Marin Gherasim e de a fi creat o pictură care paradoxal și antinomic se impune ca deopotrivă abstract-geometrică și emoțional fascinantă“.

Dincolo de uși în fața scaunelor, din cele trecătoare și perisabile nu mai rămâne mare lucru. Zorzoanele, clinchetele, par atât de departe și compromise! Cu adevărat în peisajele goale de oameni și de obiecte ale lui Marin Gherasim, în spațiile acelea întinse (nefinite) dintre porți și sedii- se vede bine- cele vremelnice sau de suprafață pier; cu adevărat „Toți și toate ca o haină se vor învechi și ca un veșmânt se vor schimba”; și persistă, se decanteză numai întrebările cu tâlc, esențele, faptele în toată severitatea și goliciunea lor mărturisitoare adică matca, matrice.
- Magda Cârneci: Expoziția Drumul de la Dalles, sinteză a producției artistului din 1973 și până acum, își propune, cred, un pariu încă și mai ambițios. „Gândită” ca un parcurs, ca o „Cale”, cu serii și cicluri, cu centre de interes și noduri de intersecție, expoziția aceasta e mai de mai de grabă „întreprindere spirituală”. Arhitectonicul pare să primeze în ea asupra picturalului, și, prin el, proiectul ideatic mai vast. O clară intenție a expoziției stă astfel sub semnul lui „a zidi, a întemeia, a edifica” imaginea și sinele din temelii, a regăsi și restructura șarpanta esențială și profundă a vizualului, ca formă a spiritului.De unde geometrismul accentuat al acestei picturi inflxibile, care caută în epurarea acută a mijloacelor sale până la o sintaxă minimă, ireductibilă, nu forme posibile, ci Forma, nu narația ci Simbolul, cum se exprimă chiar artistul.

Liniei mondrianești a abstracției, în care cu evidență se integrează pictura lui actuală, Marin Gherasim caută să-i aducă o corectare, o completare esențială: „Sintagmei pure” i se caută o fructificare semnificativă pe măsură, ordinii elementare i se caută o întrupare figurală, sintaxei i se caută un vocabular,  abstracției i se conferă o necesară, vitală iconografie. Prispa, Vatra, Fântâna, apoi Trepte, Praguri, Cupole și Cetăți, Tronul și Scutul și Cartea sunt serii tematice propunând în înlănțuirea lor un progam coeret și aureolat de perenitatea tradiției, alternativă posibilă și cu grad sporit de obiectivitate în fața dezlănțuitei subiectivități a mitologiilor artistice individuale care ne asaltează (...)
Pe de altă parte, în spațiul artistic românesc, pictura lui Marin Gherasim , alături de alte câteva poetici vizuale înrudite, ilustrează un mod exemplar al atitudinii exemplare în și față de imagine; integrând și păstrând achiziția modernă a abstracției, dar raportându-se continuu la prestigiul și adevărul unui anume dat peren al „bizantinismului”, al tradiției autohtone, regăsind deci caracterul funciarmente iconic al imaginii, condiția ei de a întrupa, a da chip unei ordini cu sens și finalitate a lumii - această pictură încearcă o sinteză monumentală între modernitate și tradiție, conturând o posibilă, paradigmă culturală a locului.
- Mihai Ispir: Straniu, prețios, singular- o singularitate în care se simt, poate, urmele unor mai vechi experiențe cu reflexe suprarealiste-„obiectul”- motiv, dobândește la Marin Gherasim, datorită culorii,o vitalitate imprimată adânc în matricea sa geometrică .

O vitalitate ce a făcut sensibil parcursul axial al expoziției,de la Vatră la Synthronon, însumând semnificațiile tuturor ciclurilor. Acest parcurs , firește, simbolic, include temele eroului și jertfei pentru glie, privite de pictor în osmoză cu gravitatea arhitectonică a tuturor compozițiilor sale. Sintezele vizuale ale lui Marin Gherasim care, nu putem să nu adăugăm, și-au aflat rezonanțe foarte sensibile printre tinerii plasticieni, apar consonante și unor realități specifice artei ultimilor ani, marcate, sub specia postmodernismului, de sentimentul necesității unui spațiu cultural multiform, recuperator al valorilor trecutului. Ele fac dovada unei cercetări artistice pe cât de serioase pe atât de stăruitoare, ce atribuie deopotrivă laturii teoretice o însemnătate de prim ordin.
- Victoria Anghelescu: Arhitectura și Marele semn

Elementele încă expresioniste ale compozițiilor se coagulează, treptat, în arhitecturi ce vor deveni o constantă a creației ulterioare. Megalopolisul va ceda locul Drumului, drum către Marele semn, mai ales. Pentru că, din acest moment, elementul arhitectonic, mai ales bolta, însumează căutările spirituale ale creatorului. Ele vin din moștenirea bizantină pe care Marin Gherasim a primit-o în Bucovina natală, sunt filtrate prin sensibilitatea proprie, dar și printr-o filosofie din ce în ce mai cristalizată.
Cupola, Porțile ce seamănă tot mai mult cu porțile împărătești ale bisericilor, Pragul, Tronul, Absida, Armura - veșmânt liturgic, Scutul formează cadrul pentru căutarea Adevărului. Formele sunt din ce în ce mai epurate, arhitecturi clare, în interiorul cărora, de multe ori, accidentul plastic devine semnul frământării, al decriptării mișcărilor vieții și sufletului. Se păstrează interesul artistului pentru funcția expresivă a culorii, așternută în subtile armonii, ca în Fântâna, sau în combinații contrapunctice (unele piese din ciclul Memoria absidei). Pensulația nervoasă, punctiformă uneori, introduce mișcarea, neliniștea, scrisul intervine ca adjuvant al memoriei.
Bizanțul devenirii spirituale
Ceea ce captează atenția în creația lui Marin Gherasim este capacitatea de a conferi expresionismului foarte special pe care îl practică, prin rigoarea compoziției, prin sensul constructiv al imaginii, trăsăturile clasicismului. Neliniștea, căutarea se produc, în esență, sub semnul seninătății, al înțelepciunii. Altfel, cu un mai acut simț al dramaticului, opera lui se înrudește cu aceea a lui Horia Bernea, de exemplu.
Punctul final al drumului este același. Traiectoria căii este numai aparent diferită, ea fiind determinată de temperamentul artistic al fiecăruia dintre ei. Amândoi sunt în căutarea a ceea ce Marin Gherasim numește A patra dimensiune. Și amândoi par, privindu-le picturile, să fi descoperit drumul către ea.
Odată cu deschiderea expoziției, a fost lansat și un excelent album, conceput de artistul însuși și editat de Institutul Cultural Român. Seriozitatea textelor introductive accentuează calitatea imaginilor, oferindu-i cititorului posibilitatea unei mai adânci înțelegeri a creației artistului.
- Alexandru Davidian:Răbdarea lui Marin Gherasim este ruptă din învățăturile monahilor, care înțeleg și propovăduiesc așteptarea, nădejdea și iubirea, asumate și împărtășite, printr-o discretă pedagogie, cu ceilalți. Virtute cu multiple surori, capabilă să distrugă întristarea și să deschidă porțile bucuriei, această răbdare este o moștenire de familie pe care pictorul o valorifică împotriva contagiunii nefaste și agresive a despiritualizării și a desacralizării sistematice a omului, adesea în numele unui umanism ateu.[39]

## A patra dimensiune-fragmente de jurnal
- „Este nevoie să se simtă în lucrări o mișcare a sufletului, un palpit. E nevoie de a ajunge la expresia lăuntrului.”
- «Profesiune de credintă. Nu sunt interesat în chip esential decât de lumea omului, de „ce i se întâmplă unui om”, de soarta culturii în istorie. De dialogul lui pasionat cu „Mare Incognito”, cu Dumnezeu.
- Natura (inconstientă), lumea obiectelor inerte, mă interesează doar în subsidiar. Mă fascinează viul, trăitul, trăirea. Mă fascinează avatarurile constiintei care apartine doar omului, aceasta fiintă sublimă si tragică, pentru că e lucidă si constientă de conditia sa.» [40]